# Distrito de Lorient
El distrito de Lorient es un distrito (en francés arrondissement) de Francia, que se localiza en el departamento de Morbihan, de la región de Bretaña (en francés Bretagne). Cuenta con 15 cantones y 60 comunas.

## División territorial

### Cantones
Los cantones del distrito de Lorient son:
1. Cantón de Auray
2. Cantón de Belle-Île
3. Cantón de Belz
4. Cantón de Groix
5. Cantón de Hennebont
6. Cantón de Lanester
7. Cantón de Lorient-Centre
8. Cantón de Lorient-Nord
9. Cantón de Lorient-Sud
10. Cantón de Ploemeur
11. Cantón de Plouay
12. Cantón de Pluvigner
13. Cantón de Pont-Scorff
14. Cantón de Port-Louis
15. Cantón de Quiberon

### Comunas
| 1. Auray (56007)            | 2. Bangor (56009)                 | 3. Belz (56013)                 | 4. Bono (56262)                  |
| 5. Brandérion (56021)       | 6. Brech (56023)                  | 7. Bubry (56026)                | 8. Calan (56029)                 |
| 9. Camors (56031)           | 10. Carnac (56034)                | 11. Caudan (56036)              | 12. Cléguer (56040)              |
| 13. Crach (56046)           | 14. Erdeven (56054)               | 15. Gestel (56063)              | 16. Groix (56069)                |
| 17. Guidel (56078)          | 18. Gâvres (56062)                | 19. Hennebont (56083)           | 20. Hoedic (56085)               |
| 21. Inguiniel (56089)       | 22. Inzinzac-Lochrist (56090)     | 23. Kervignac (56094)           | 24. Landaul (56096)              |
| 25. Landévant (56097)       | 26. Lanester (56098)              | 27. Languidic (56101)           | 28. Lanvaudan (56104)            |
| 29. Larmor-Plage (56107)    | 30. Locmaria (56114)              | 31. Locmariaquer (56116)        | 32. Locmiquélic (56118)          |
| 33. Locoal-Mendon (56119)   | 34. Lorient (56121)               | 35. Merlevenez (56130)          | 36. Nostang (56148)              |
| 37. Le Palais (56152)       | 38. Ploemel (56161)               | 39. Ploemeur (56162)            | 40. Plouay (56166)               |
| 41. Plougoumelen (56167)    | 42. Plouharnel (56168)            | 43. Plouhinec (56169)           | 44. Plumergat (56175)            |
| 45. Pluneret (56176)        | 46. Pluvigner (56177)             | 47. Pont-Scorff (56179)         | 48. Port-Louis (Bretaña) (56181) |
| 49. Quiberon (56186)        | 50. Quistinic (56188)             | 51. Quéven (56185)              | 52. Riantec (56193)              |
| 53. Saint-Philibert (56233) | 54. Saint-Pierre-Quiberon (56234) | 55. Sainte-Anne-d'Auray (56263) | 56. Sainte-Hélène (56220)        |
| 57. Sauzon (56241)          | 58. La Trinité-sur-Mer (56258)    | 59. Étel (56055)                | 60. Île-d'Houat (56086)          |